# Брегенц
Бре́генц (нім. Bregenz) — місто в федеральній землі Форарльберг, Австрія. Адміністративний центр округу Брегенц.
Місто розташовано на березі Боденського озера в долині верхнього Рейну в безпосередній близькості до кордонів Німеччини і Швейцарії.
Населення міста, станом на 2019 рік, становить 29 762 осіб. Брегенц — столиця Форарльбергу і третє за кількістю населення місто після Дорнбірна і Фельдкірха.

## Географія
Місто лежить у західній частині країни на східному березі Боденського озера біля підніжжя гори Пфендер. Відстань від Брегенца до кордону з Німеччиною близько 5 км, до Швейцарії — 10 км. До столиці країни Відня, що знаходиться в протилежній частині країни, — 670 км.
Завдяки своєму вдалому географічному положенню, Брегенц є важливим транспортним вузлом. По Боденському озеру здійснюються пасажирське сполучення річковими суднами. Подорож до Констанца займає близько 3 години 45 хвилин.

## Історія

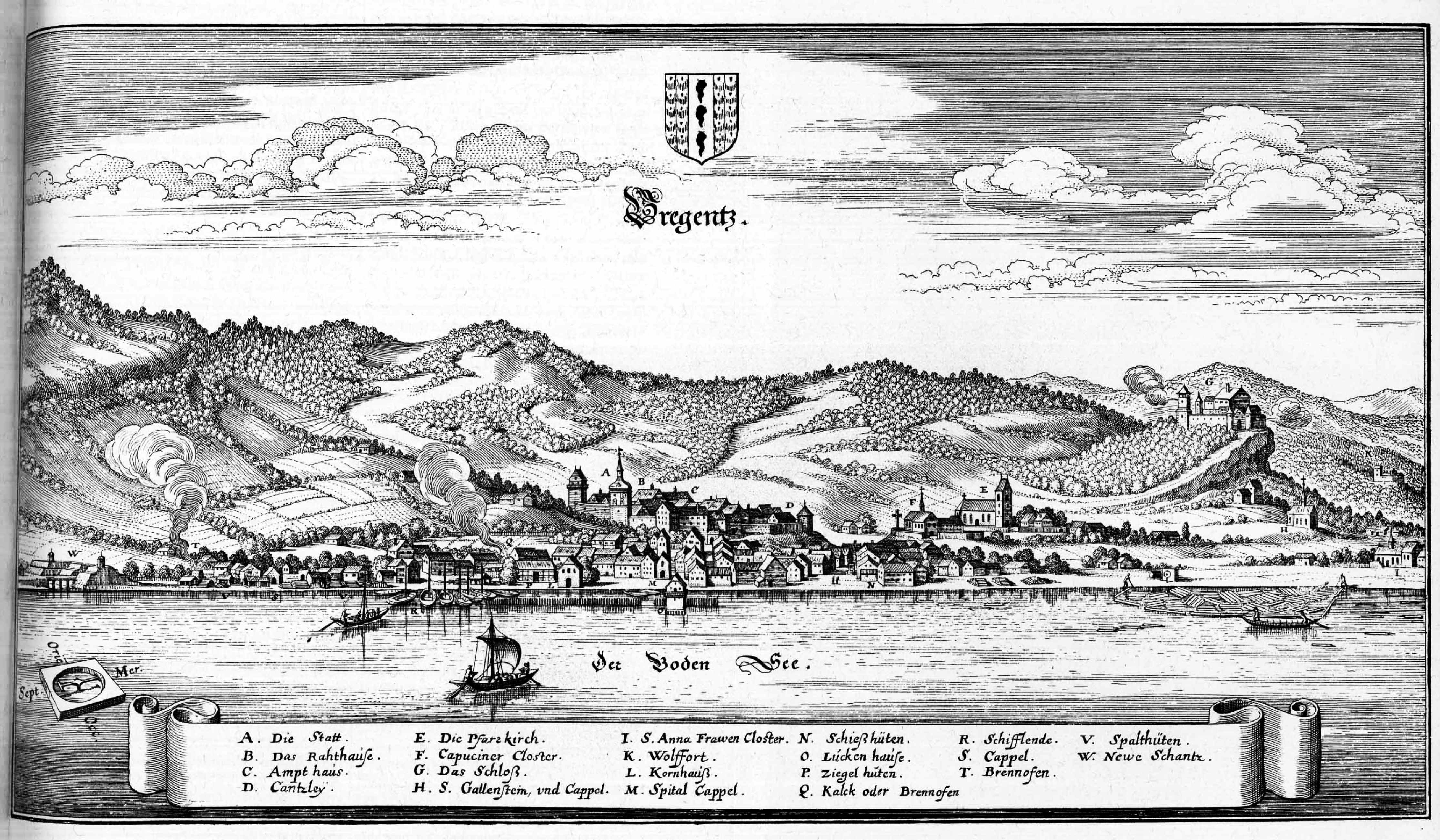
Брегенц 1650 рік

Поселення на території сучасного Брегенца відомі ще з доісторичних часів. З V століття до нашої ери тут жили кельти в поселенні під назвою Брігантіон. 15 року до нашої ери поселення було завойоване римлянами, які перетворили його на стратегічно важливий, укріплений населений пункт і дали йому назву Брігантіум (лат. Brigantium). 259 року місто було зруйноване алеманами, одним з германських племен, що осіли на цій території десь 450 року.
З 917 року Брегенц став резиденцією правлячої в Форарльбергу династії Удальріхінгер. В кінці XII століття влада перейшла до династії Монфорів. 1200 року Брегенц отримав статус міста.
1525 року Брегенц перейшов під владу Габсбургів.
В період з 1805 по 1814 роки місто належало Баварії, після чого остаточно відійшло до Австрії. 1850 року був збудований порт.

## Економіка
Брегенц — велике торгове і промислове місто. Більша частина населення зайнята в малому та середньому бізнесі, найчастіше в торгівлі і сфері обслуговування. Промисловість представлена текстильною індустрією, металургією, машинобудуванням та виробництвом скла.
Важливу роль в житті міста грає туризм. Влітку туристів приваблюють історичні пам'ятки і мальовничі пейзажі, взимку численні гірськолижні курорти.
В місті розташовані консульства Туреччини, Білорусі, Франції, Німеччини, Угорщини, Норвегії і Швейцарії.

## Культура
Важливою подією в культурному житті Австрії є Брегенцький фестиваль, що проходить щорічно в липні-серпні. У рамках фестивалю ставляться театральні вистави різноманітних музичних жанрів від опери до мюзиклу.
Будинок мистецтв міста відноситися до архітектурних та основоположних видатних виставкових будинків для сучасного мистецтва в Європі.

## Зовнішні зв'язки
Брегенц має два міста-побратими:
- Бангор, Велика Британія
- Акко, Ізраїль

## Відомі особистості
В поселенні народилися:
- Карл фон Баєр (1835—1902) — відомий австрійський письменник.
- Даніель Вогер (нар. 25 лютого 1988) — хокеїст, нападник, гравець збірної команди Австрії.

## Цікаві факти
- Аеропорт Брегенца розташований на території сусідньої держави — в Швейцарії, за 20 кілометрів від міста.